# Sammakko
Sammakko är en by i Gällivare socken och Gällivare kommun som är belägen på den norra stranden av sjön Sammakkojärvi, ungefär 5 kilometer norr om tätorten Hakkas i Gällivare kommun. 
Förste nybyggare var Mickel Håkansson, som levde i byn 1760-1766. Ordet "sammakko" är finskt och betyder "groda". Sjön invid byn torde därför ha varit rik på grodor när byns grundare bosatte sig vid sjön.

## Befolkningsutveckling
| Befolkningsutvecklingen i Sammakko 1960–1990                     | Befolkningsutvecklingen i Sammakko 1960–1990 | Befolkningsutvecklingen i Sammakko 1960–1990 | Befolkningsutvecklingen i Sammakko 1960–1990 | Befolkningsutvecklingen i Sammakko 1960–1990 |
| ---------------------------------------------------------------- | -------------------------------------------- | -------------------------------------------- | -------------------------------------------- | -------------------------------------------- |
|                                                                  |                                              |                                              |                                              |                                              |
| År                                                               |                                              |                                              | Folkmängd                                    | Areal (ha)                                   |
| 1960                                                             | 1960                                         |                                              | 193                                          | ¤                                            |
| 1990                                                             | 1990                                         |                                              | 56                                           | 56#                                          |
| Anm.: ¤ Som tätortsbebyggelse med 150-199 invånare # Som småort. |                                              |                                              |                                              |                                              |

Vid folkräkningen 1890 hade orten 107 invånare och i augusti 2016 fanns det enligt Ratsit 29 personer över 16 år registrerade med Sammakko som adress.
År 1990 räknades Sammakko som en småort av SCB.